# Кугелблиц
Флакпанцер IV Кугелблиц (на немски: Flakpanzer IV Kugelblitz – „кълбовидна мълния“) е германско самоходно противовъздушно оръдие разработено през Втората световна война. Разработката му не е напълно завършена, когато войната свършва. За разлика от ранните подобни модели, то разполага с напълно затворен въртящ се купол.

## Разработка
През 1943 г. нараства нуждата от специализирано самоходно противовъздушно оръдие, способно да поддържа бронетанковите дивизии, тъй като Луфтвафе става все по-неспособно да осигурява защитва срещу противниковите бомбардировачи.
По тази причина са построени редица специално проектирани самоходни противотанкови оръдия. Много от тях са на базата на шасито на Панцер IV, като се започне от Möbelwagen и се премине през Wirbelwind и Ostwind. Кугелблиц е последната разработка от серията Флакпанцер IV.
Първите проекти за Кугелблиц предвиждат използването на модифицирано противовъздушно оръдие, разработено за подводниците, разположено върху шасито на Панцер IV. То представлява сдвоени 30 мм MK303 картечници Брун (известно като Doppelflak). Тази идея е изоставена като непрактична, тъй като възможностите на МК303 са под желаните и цялото им производство е запазено за германския флот.
Вместо това се използва сдвоената 30 мм картечница Zwillingsflak 103/38, която се монтира на самолети като Хеншел Hs 129 и Дорниер Do 335, която осигурява скорострелност от 450 изстрела в минута.
Кугелблиц разполага с шасито и основната надстройка на Панцер IV върху които е монтиран купола. Той е напълно затворен и е способен на въртене на 360°. Екипажът се състои от пет души: командир, два срелеца, радиооператор и водач.

## Служба
Разработката на Кугелблиц не е напълно приключила, когато войната свършва. Няколко прототипа са построени, но няма точни сведения за броя. Съдбата на произведените също е неясна. Според някои източници те са използвани по време на битката за Берлин.

## Оцелели
Само един цял купол на Кугелблиц е изложен в Lehrsammlung der Heeresflugabwehrschule (колекция на противовъздушното училище на германската армия), Рендсбург. Частично шаси (без купол) е част от частна колекция.